# Leopold Zingerle
Leopold Zingerle, né le 10 avril 1994 à Munich, est un footballeur allemand qui évolue au poste de gardien de but au RB Leipzig.

## Biographie

### En club
Formé au Bayern Munich, Leopold Zingerle y effectue toute sa formation jusqu'à y intégrer l'équipe réserve en 2012.
Le 23 avril 2014, il est sur le banc des remplaçants à l'occasion de la demi-finale de Ligue des champions face au Real Madrid.

### En sélection
Il compte respectivement à son actif une sélection avec l'Équipe d'Allemagne des moins de 18 ans, une avec les moins de 19 ans, et une autre avec les moins de 20 ans.

## Statistiques
| Saison                | Club                  | Championnat           | Championnat | Championnat | Coupe(s) nationale(s) | Coupe(s) nationale(s) | Compétition(s) continentale(s) | Compétition(s) continentale(s) | Compétition(s) continentale(s) | Total | Total |
| Saison                | Club                  | Division              | M.          | B.          | M.                    | B.                    | Comp.                          | M.                             | B.                             | M.    | B.    |
| 2012-2013             | Bayern Munich II      | Regionalliga          | 17          | 0           | -                     | -                     | -                              | -                              | -                              | 17    | 0     |
| 2013-2014             | Bayern Munich II      | Regionalliga          | 10          | 0           | -                     | -                     | -                              | -                              | -                              | 10    | 0     |
| 2014-2015             | Bayern Munich II      | Regionalliga          | 23          | 0           | -                     | -                     | -                              | -                              | -                              | 23    | 0     |
| Sous-total            | Sous-total            | Sous-total            | 50          | 0           | -                     | -                     | -                              | -                              | -                              | 50    | 0     |
| 2015-2016             | Greuther Fürth II     | Regionalliga          | 12          | 0           | -                     | -                     | -                              | -                              | -                              | 12    | 0     |
| Sous-total            | Sous-total            | Sous-total            | 12          | 0           | -                     | -                     | -                              | -                              | -                              | 12    | 0     |
| 2016-2017             | FC Magdebourg         | 3.Liga                | 21          | 0           | 1                     | 0                     | -                              | -                              | -                              | 22    | 0     |
| Sous-total            | Sous-total            | Sous-total            | 21          | 0           | 1                     | 0                     | -                              | -                              | -                              | 22    | 0     |
| 2017-2018             | SC Paderborn          | 3.Liga                | 35          | 0           | -                     | -                     | -                              | -                              | -                              | 35    | 0     |
| 2018-2019             | SC Paderborn          | 2.Bundesliga          | 34          | 0           | 1                     | 0                     | -                              | -                              | -                              | 35    | 0     |
| 2019-2020             | SC Paderborn          | Bundesliga            | 27          | 0           | -                     | -                     | -                              | -                              | -                              | 27    | 0     |
| 2020-2021             | SC Paderborn          | 2.Bundesliga          | 30          | 0           | 3                     | 0                     | -                              | -                              | -                              | 33    | 0     |
| 2021-2022             | SC Paderborn          | 2.Bundesliga          | -           | -           | -                     | -                     | -                              | -                              | -                              | 0     | 0     |
| 2022-2023             | SC Paderborn          | 2.Bundesliga          | 4           | 0           | 2                     | 0                     | -                              | -                              | -                              | 6     | 0     |
| Sous-total            | Sous-total            | Sous-total            | 129         | 0           | 6                     | 0                     | -                              | -                              | -                              | 135   | 0     |
| Total sur la carrière | Total sur la carrière | Total sur la carrière | 211         | 0           | 7                     | 0                     | -                              | -                              | -                              | 218   | 0     |